# So che mi ucciderai
So che mi ucciderai è un film del 1952 diretto da David Miller. La pellicola è liberamente ispirata al romanzo Sudden Fear di Edna Sherry (1948).

## Trama
Myra Hudson, ricca ereditiera di San Francisco e commediografa di successo, incontra su un treno un bravo attore che aveva precedentemente scartato a Broadway poiché non corrispondente a canoni estetici tradizionali, Lester Blaine. L'attore si dimostra insolitamente galante, e Myra si innamora di lui e finisce per sposarlo. Ben presto l'uomo incontra casualmente la sua ex-moglie, Irene Neves, della quale è ancora innamorato, e con lei progetta l'omicidio di Myra, che ha sposato solo per interesse.
Dopo la luna di miele nella villetta al mare di Myra infatti, mentre i due amanti avevano frugato fra le carte della donna, avevano scoperto che l'avvocato di Myra le aveva redatto un testamento secondo cui quasi tutto il suo patrimonio andrebbe alla fondazione artistica intitolata al padre, mentre al marito spetterebbero solo i diritti d'autore sulle commedie più una rendita di 10.000 dollari all'anno, con la clausola però che non si risposi. Lester e Irene avevano discusso e deciso per l'omicidio nello studio di Myra, non accorgendosi che la loro intera conversazione veniva registrata da un dittafono che la donna usa solitamente per incidere i suoi soggetti e che era rimasto inavvertitamente acceso.
Dopo avere così scoperto il complotto e trascorsa una notte insonne, Myra sconvolta si reca nell'appartamento di Irene e le ruba una pistola, meditando vendetta.

## Produzione
Fu l'unica produzione della Joseph Kaufmann Productions, una compagnia indipendente creata da Joe Kaufmann. Joan Crawford - pur se il suo nome non appare nei crediti - gestì il film come produttore esecutivo.

## Riconoscimenti
Premi Oscar 1953:
- Candidatura come migliore attrice protagonista a Joan Crawford
- Candidatura come migliore attore non protagonista a Jack Palance